# Kulinowo
Kulinowo (niem. Kulinowen, 1930–1945 Waldesruh) – osada w Polsce położona w województwie warmińsko-mazurskim, w powiecie mrągowskim, w gminie Mikołajki.
W latach 1975–1998 miejscowość administracyjnie należała do województwa suwalskiego.